# Hassan Chani
Hassan Chani, född 5 maj 1988, är en bahrainsk långdistanslöpare.
Chani tävlade för Bahrain vid olympiska sommarspelen 2016 i Rio de Janeiro. där han inte fullföljde loppet på 10 000 meter.